# Familia Sanz de Santamaría
Los Sanz de Santamaría o simplemente Santamaría, son una familia aristocrática de Colombia con orígenes que se remontan a las primeras familias llegadas de España que poblaron el reino de la Nueva Granada en el siglo XVII. 
Junto con los Caicedos, los Vélez, Los Vergaras, Los Ricaurtes, los Lozanos y los Manriques, la Familia Sanz de Santamaría es una familia colonial distinguida de la sociedad bogotana, descendientes de conquistadores españoles y primeros pobladores de los reinos de América.
Entre sus miembros destacan políticos, militares, funcionarios de la corona y de la república, empresarios, varios exalcaldes de Bogotá, y dos expresidente del país.

## Historia
El primer individuo con el apellido en tierras americanas era el militar español José Bernardo Sáenz de Santamaría.

Maria Josefa Sanz de Santamaría y Baraya

El apellido inicialmente se escribía como Sáenz de Santa María, pero con el paso de los años se transformó en Sanz de Santamaría, la forma actual del apellido en Colombia. También se usa la forma cortaː Santamaría, conservandose en España el uso del Sáenz o Sanz.

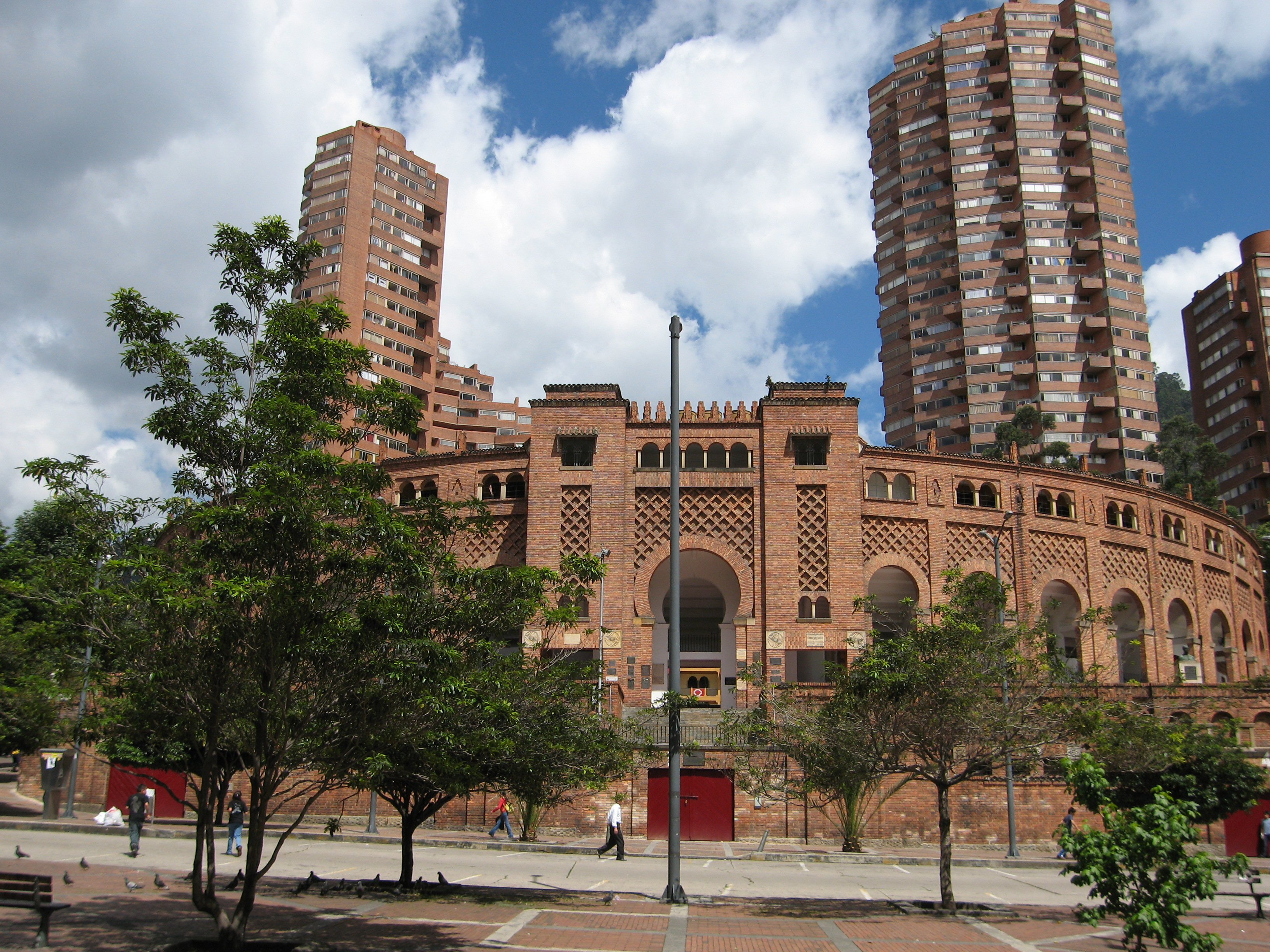
La Plaza de Toros de Santamaría, Bogotá, Colombia

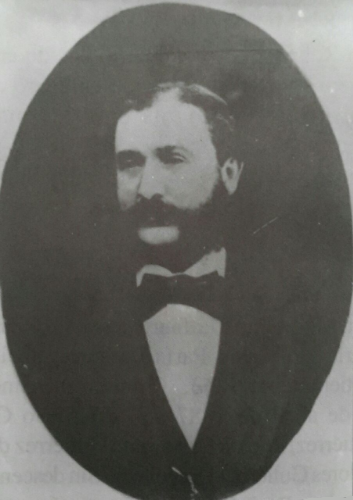
El empresario Aurelio París Sanz de Santamaría

Llegaron a tener la casa más importante y lujosa del virreinato de la Nueva Granada, casa involucrada en el suceso llamado el florero de llorente hecho histórico que indirectamente ocasionó los primeros indicios del proceso de independencia de Colombia.
La familia Sanz de Santamaría era dueña de varias haciendas y propiedades, además eran terratenientes con centenares de hectáreas al norte de Santafé y en Sopó, la hacienda más representativa de la familia era Hato Grande, propiedad de Francisco Sanz de Santamaría y otra era la hacienda La estancia de el Común, adquirida en 1775, propiedad que trajo mucho prestigio y reconocimiento a la familia.

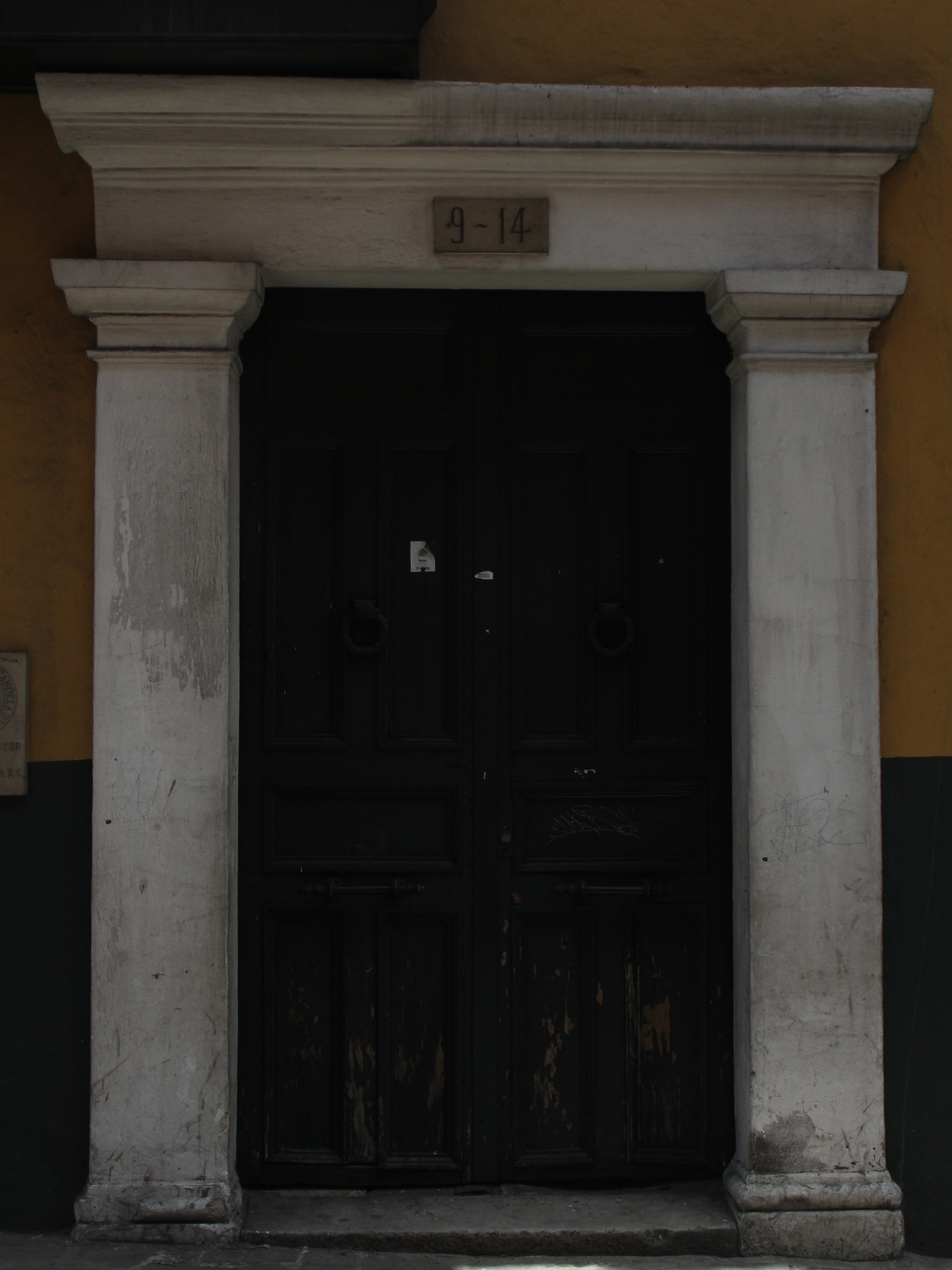
Casa de los Sanz de Santamaría en Bogotá. Monumento Nacional de Colombia

|  | Domingo Caicedo y Sanz de Santamaría    | 4° y 7° Presidente de la Gran Colombia   |
|  | Estanislao Vergara y Sanz de Santamaría | Presidente encargado de la Gran Colombia |

## Miembros

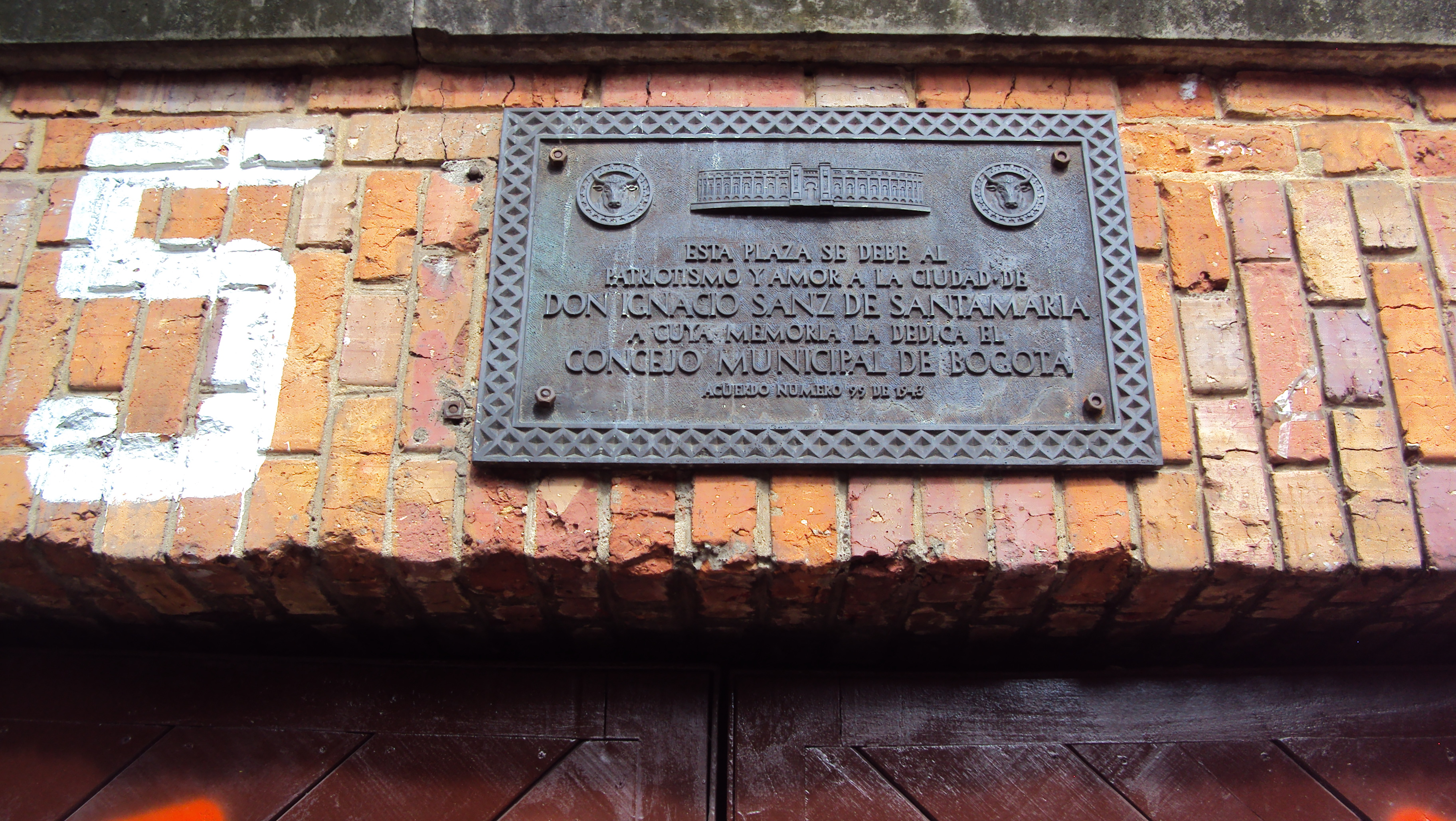
Placa en la Plaza de Toros de la Santamaría.

### Bienes
- Casa Sanz de Santamaría (1655)ː Ubicada en la actual Carrera 5 # 9-10 Bogotá. Considerada monumento nacional del país.[8]
- Los Pinos Polo Club
- Plaza de toros de Santamaríaː Ubicada en el sector de San Diego. Considerada monumento nacional del país.